# Meliosma lanceolata
Meliosma lanceolata är en tvåhjärtbladig växtart som beskrevs av Carl Ludwig von Blume. Meliosma lanceolata ingår i släktet Meliosma och familjen Sabiaceae.

## Underarter
Arten delas in i följande underarter:
- M. l. nervosa
- M. l. polyptera